# 宋文
宋文（1914年—1995年），中国人民解放军将领、中国人民解放军开国少将。
曾任中国人民解放军南京军区装甲兵副司令员。1955年，授予中国人民解放军少将。